# Włachowci
Włachowci (bułg. Влаховци) – wieś w Bułgarii, w obwodzie Gabrowo, w gminie Gabrowo. Miejscowość jest wyludniała.